# 1944 год в спорте
Список 1944 год в спорте описывает спортивные события, произошедшие в 1944 году.

## СССР
- Чемпионат СССР по боксу 1944;
- Чемпионат СССР по классической борьбе 1944;
- Чемпионат СССР по шахматам 1944;

### Баскетбол
Созданы клубы:
- «Жальгирис»;
- «Тарту Юликоол/Рок»;

### Футбол
- Кубок СССР по футболу 1944;
- Созданы клубы:
  - ВВС;
  - «Даугава» (Рига, 1944);
  - «СК Одесса»;
  - «Строитель» (Даугавпилс);
- Расформированы клубы:
  - «Ригас Футбола клубс»;
  - «Университатес Спортс»;

### Хоккей с шайбой
Создан хоккейный клуб ВВС МВО;

## Международные события
- Зимние Олимпийские игры 1944. Отменены.
- Летние Олимпийские игры 1944. Отменены.